# Марієнталь (Намібія)
Марієнталь (англ. Mariental, афр. Mariental, нім. Mariental) — місто в Намібії.

## Географія і економіка
Місто Марієнталь знаходиться в центральній частині південної Намібії, на річці Фіш-Рівер, за 274 кілометра на південний схід від столиці країни Віндгука, на традиційній території народу нама. Адміністративний центр області Хардап, а також однойменного з містом округу. Чисельність населення 15.500 осіб (на 2010). Марієнталь був заснований 24 грудня 1894 року німецькими лютеранськими місіонерами. В 1912 році через нього пройшла залізниця, а в 1920 році Марієнталь отримав статус міста.
За 20 кілометрів на північ від міста знаходиться побудована в 1963 році на річці Фіш-Рівер гребля Хардап, що утворює штучне озеро площею в 25 км². Навколо озера розташована зона відпочинку Хардап, пристосована для занять зимовими видами спорту. На північ від міста знаходяться великі страусині ферми; в околицях Марієнталя також розводять каракулеві вівці, вирощуються винорад, овочі і фрукти.
Марієнталь лежить на транснамібійській залізниці, що сполучає Віндгук і Кітмансхуп.
В 2006 році, у результаті пошкодження греблі, місто піддалося сильній повені.

### Клімат
Місто знаходиться у зоні, котра характеризується кліматом тропічних пустель. Найтепліший місяць — січень із середньою температурою 27.6 °C (81.7 °F). Найхолодніший місяць — липень, із середньою температурою 13.1 °С (55.6 °F).
| Клімат Марієнталя       | Клімат Марієнталя | Клімат Марієнталя | Клімат Марієнталя | Клімат Марієнталя | Клімат Марієнталя | Клімат Марієнталя | Клімат Марієнталя | Клімат Марієнталя | Клімат Марієнталя | Клімат Марієнталя | Клімат Марієнталя | Клімат Марієнталя | Клімат Марієнталя |
| Показник                | Січ.              | Лют.              | Бер.              | Квіт.             | Трав.             | Черв.             | Лип.              | Серп.             | Вер.              | Жовт.             | Лист.             | Груд.             | Рік               |
| Середня температура, °C | 27,6              | 26,7              | 24,9              | 21                | 17                | 13,2              | 13,1              | 15,3              | 19                | 22,2              | 25                | 27                | 21                |
| Норма опадів, мм        | 37.2              | 58.5              | 44.1              | 15.4              | 2.2               | 1.7               | 0.4               | 0.2               | 1                 | 6.6               | 12.9              | 13.9              | 194.1             |
| Днів з опадами          | 4,4               | 5,6               | 5,6               | 3,8               | 1                 | 0,6               | 0,2               | 0,4               | 0,6               | 2,2               | 1,8               | 3                 | 29,2              |
| Вологість повітря, %    | 39.1              | 44.5              | 49                | 47.6              | 43.5              | 42.3              | 39.1              | 34                | 31.4              | 31.8              | 32.4              | 34.5              | 39.1              |
| ----------------------- | ----------------- | ----------------- | ----------------- | ----------------- | ----------------- | ----------------- | ----------------- | ----------------- | ----------------- | ----------------- | ----------------- | ----------------- | ----------------- |
| Джерело: Weatherbase    |                   |                   |                   |                   |                   |                   |                   |                   |                   |                   |                   |                   |                   |

## Уродженці
- Джордж Гуммель (* 1976) — намібійський футболіст, захисник.

## Міста-партнери
- Віндгук
- Чженчжоу